# HOスケール
HOスケール (エイチオースケール、エッチオースケール) とはスケールモデルの縮尺を示す呼称のひとつ。

## 概要
鉄道模型における規格の一つであるHOゲージに由来し、狭義的には1/87（3.5 mmスケール）を指す。しかしながら、後述のようにHOと表記された製品でも実際の縮尺には1/64～1/100と幅がある。

### 鉄道模型
鉄道模型においては、おおむね1/76～1/90を指す。成立経緯から、狭義的に1/87のみを指すとする場合もある。もともと同一のものだったOOゲージとは大きさが近いことから、HO/OOあるいはOO/HOとして併記されている製品も存在する。

### プラモデル
プラモデルでは、主に鉄道模型のレイアウト・ジオラマ用として、鉄道車両や建物、自動車、貨物、荷物、フィギュア、樹木が製品化されている。これらの製品では鉄道模型の縮尺のばらつきから1/80や1/76の製品も販売されている。
また軍用車両をモデルとした製品の中には1/76を採用してHO/OOと表記した製品もあった。

### スロットカー
スロットカーにおいては、1/87以外に1/64のものを示す場合がある。1/64用コースの電路 (コース上で電気の流れている部分) の間隔が16.5mmであり、HOゲージの軌間と同じ幅なのでこのように呼ばれる。

### ミニカー
ミニカーにおいては、縮尺1/72 - 1/90程度のものが存在する。Oスケールが縮尺1/43.5 - 1/48であったため、その半分のサイズとされたHOスケールでは縮尺1/87 - 1/96まで許容される場合もある。
縮尺1/87より大きなサイズのものに関しては、前述のプラモデル製品のように、OOスケールや1/72スケールの製品をHOスケールとしても販売するため、表記を意図的に変更する場合がある。また、縮尺1/87の表記があってもHOスケールとされないデフォルメされた製品もある。　